# Hospital de Santa Escolástica
El hospital de Santa Escolástica fue un edificio de la ciudad española de Ávila, del que solo resta su portada.

## Descripción
En origen un convento cisterciense, el inmueble fue erigido por el arcediano de Arévalo Juan Sánchez y transformado al poco en hospital por Pedro de Calatayud, deán de Ávila, en la primera década del siglo XVI. De esta época es la portada, el único resto del hundido edificio, que se levantaba frente a la desaparecida iglesia de Santo Domingo. Dicha portada ostenta dos arcos de medio punto entre agujas de crestería gótica y en el pilar divisorio una figura de la virgen bajo doselete, dejando ver más arriba follajes al estilo renacentista.